# Векторная схема разделения секрета
Векторная схема разделения секрета, или схема Блэкли (англ. Blakley's scheme), — схема разделения секрета между сторонами, основанная на использовании точек многомерного пространства. Предложена Джорджем Блэкли в 1979 году. Схема Блэкли позволяет создать (t, n)-пороговое разделение секрета для любых t, n.

## Идея
Разделяемым секретом в схеме Блэкли является одна из координат точки в {\displaystyle m}-мерном пространстве. Долями секрета, раздаваемые сторонам, являются уравнения {\displaystyle (m-1)}-мерных гиперплоскостей. Для восстановления точки необходимо знать {\displaystyle m} уравнений гиперплоскостей. Менее, чем {\displaystyle m} сторон не смогут восстановить секрет, так как множеством пересечения {\displaystyle m-1} плоскостей является прямая, и секрет не может быть восстановлен.
| Одна доля | Две доли пересекаются вдоль плоскости | Три доли пересекаются в точке |
| Пример схемы Блэкли в трёх измерениях: каждая доля секрета — это плоскость, а секрет — это одна из координат точки пересечения плоскостей. Двух плоскостей недостаточно для определения точки пересечения. |                                       |                               |

Нужно отметить, что геометрическое описание и иллюстрации приведены для понимания главной идеи схемы. Однако сам процесс разделения секрета происходит в конечных полях с использованием аналогичного, но иного математического аппарата.

## Описание

### Генерация точки
Пусть нужно реализовать {\displaystyle (k,n)}-пороговую схему, то есть секрет {\displaystyle M} разделить между {\displaystyle n} сторонами так, чтобы любые {\displaystyle k} из них могли восстановить секрет. Для этого выбирается большое простое число {\displaystyle p>M}, по модулю которого будет строиться поле {\displaystyle GF(p)}. Случайным образом дилер[кто?] выбирает числа {\displaystyle b_{2},\dots ,b_{k}\in GF(p)}. Тем самым задается точка {\displaystyle (M,b_{2},\dots ,b_{k})} в {\displaystyle k}-мерном пространстве, первая координата которой является секретом.

### Раздача секрета
Для каждой стороны {\displaystyle P_{i},i=(1,\dots ,n)} случайным образом выбираются коэффициенты {\displaystyle a_{1i},a_{2i},\dots ,a_{ki}}, равномерно распределённые в поле {\displaystyle GF(p)}. Так как уравнение плоскости имеет вид {\displaystyle a_{1i}\cdot x_{1}+a_{2i}\cdot x_{2}+\dots +a_{ki}\cdot x_{k}+d_{i}=0}, для каждой стороны необходимо вычислить коэффициенты {\displaystyle d_{i}}:
{\displaystyle {\begin{aligned}d_{1}&=-(a_{11}\cdot M+a_{21}\cdot b_{2}+\dots +a_{k1}\cdot b_{k}){\bmod {p}},\\d_{2}&=-(a_{12}\cdot M+a_{22}\cdot b_{2}+\dots +a_{k2}\cdot b_{k}){\bmod {p}},\\&~\vdots \\d_{i}&=-(a_{1i}\cdot M+a_{2i}\cdot b_{2}+\dots +a_{ki}\cdot b_{k}){\bmod {p}},\\&~\vdots \\d_{n}&=-(a_{1n}\cdot M+a_{2n}\cdot b_{2}+\dots +a_{kn}\cdot b_{k}){\bmod {p}}.\\\end{aligned}}}
При этом необходимо следить, чтобы любые {\displaystyle k} уравнений были линейно независимы. В качестве долей секрета сторонам раздают набор коэффициентов, задающих уравнение гиперплоскости.

### Восстановление секрета
Для восстановления секрета любым {\displaystyle k} сторонам необходимо собраться вместе и из имеющихся долей секрета составить уравнения для отыскания точки пересечения гиперплоскостей:
{\displaystyle \left\{{\begin{aligned}(a_{11}\cdot x_{1}+a_{21}\cdot x_{2}+\dots +a_{k1}\cdot x_{k}+d_{1}){\bmod {p}}&=0,\\(a_{12}\cdot x_{1}+a_{22}\cdot x_{2}+\dots +a_{k2}\cdot x_{k}+d_{2}){\bmod {p}}&=0,\\&\vdots \\(a_{1k}\cdot x_{1}+a_{2k}\cdot x_{2}+\dots +a_{kk}\cdot x_{k}+d_{k}){\bmod {p}}&=0.\\\end{aligned}}\right.}
Решение системы даёт точку в {\displaystyle k}-мерном пространстве, первая координата которой и есть разделяемый секрет. Систему можно решать любым известным способом, например, методом Гаусса, но при этом необходимо проводить вычисления в поле {\displaystyle GF(p)}.
Если число участников встречи будет меньше, чем {\displaystyle k}, например, {\displaystyle k-1}, то результатом решения системы уравнений, составленной из имеющегося набора коэффициентов, будет прямая в {\displaystyle k}-мерном пространстве. Тем самым множество допустимых значений секрета, удовлетворяющих полученной системе, в точности совпадает с полным числом элементов поля {\displaystyle GF(p)}, и секрет равновероятно может принимать любое значение из этого поля. Таким образом, участники, собравшись вместе, не получат никакой новой информации о разделённом секрете.

## Пример
Пусть нужно разделить секрет «6» между 4 сторонами, при этом любые 3 должны иметь возможность восстановить его. Иными словами, необходимо реализовать {\displaystyle (3,4)}-пороговое разделение секрета.
Для этого зададим точку в 3-мерном пространстве, например, {\displaystyle (6,4,2)}. Первая координата точки и есть разделяемый секрет, 4 и 2 — некоторые случайные числа. При этом будем работать в поле {\displaystyle GF(11)}, то есть все числа будут вычисляться, как остатки от деления на {\displaystyle p=11}.
Каждой стороне необходимо дать уравнение плоскости, проходящей через заданную точку. В 3-мерном пространстве уравнение плоскости задается с помощью 4 параметров: {\displaystyle a_{1}\cdot x_{1}+a_{2}\cdot x_{2}+a_{3}\cdot x_{3}+d=0}, где {\displaystyle x_{1},x_{2},x_{3}} — координаты, а {\displaystyle (a_{1},a_{2},a_{3},d)} — параметры, раздаваемые сторонам. Для выбора параметров можно поступить следующим образом: величины {\displaystyle (a_{1},a_{2},a_{3})} выбрать случайным образом (при этом необходимо, чтобы полученные плоскости не оказались компланарными), а свободный коэффициент для каждой стороны вычислять по заданной точке и выбранным коэффициентам.
Например, выберем параметры следующим образом:
1-я сторона: {\displaystyle (4,8,2,d_{1})},
2-я сторона: {\displaystyle (2,6,8,d_{2})},
3-я сторона: {\displaystyle (6,8,4,d_{3})},
4-я сторона: {\displaystyle (3,10,1,d_{4})}.
Для вычисления неизвестных параметров {\displaystyle d} воспользуемся значениями координат выбранной точки:
{\displaystyle {\begin{aligned}d_{1}&=-(4\cdot 6+8\cdot 4+2\cdot 2){\bmod {1}}1=6,\\d_{2}&=-(2\cdot 6+6\cdot 4+8\cdot 2){\bmod {1}}1=3,\\d_{3}&=-(6\cdot 6+8\cdot 4+4\cdot 2){\bmod {1}}1=1,\\d_{4}&=-(3\cdot 6+10\cdot 4+1\cdot 2){\bmod {1}}1=6.\\\end{aligned}}}
После этого доли секрета вместе с числом {\displaystyle p=11} раздаются сторонам.
Для восстановления секрета любым трём участникам необходимо найти точку пересечения плоскостей, уравнения которых им были заданы. Например, первым трём сторонам для восстановления секрета необходимо будет решить систему уравнений
{\displaystyle \left\{{\begin{aligned}(4\cdot x_{1}+8\cdot x_{2}+2\cdot x_{3}+6){\bmod {1}}1=0,\\(2\cdot x_{1}+6\cdot x_{2}+8\cdot x_{3}+3){\bmod {1}}1=0,\\(6\cdot x_{1}+8\cdot x_{2}+4\cdot x_{3}+1){\bmod {1}}1=0.\\\end{aligned}}\right.}
Систему можно решать любым способом, не забывая при этом, что вычисления ведутся в поле {\displaystyle GF(11)}. Несложно убедиться, что точка {\displaystyle (6,4,2)} является решением системы, её первая координата «6» и есть разделяемый секрет.